# 서영석 (1964년)
서영석(徐煐錫, 1964년 9월 16일~)은 대한민국의 정치인, 약사이다. 제21·22대 국회의원이다. 약사이자 정치가이며 비타민 아저씨라는 별명도 가지고 있다. 
1964년 전라남도 광양 출신이다. 고향에서 중, 고등학교를 다닌 뒤 1983년 성균관대학교 약학과에 장학생으로 입학하였다. 성균관대학교 총학생회 총무국장으로 80년 민주화운동의 선봉에서 시위를 주다하다 '전방 입소 반대 투쟁'으로 집시법 위반 혐의로 구속돼 감옥생활을 한다. 출옥 후 약사국가시험, 즉 약사고시에 합격해 1988년 부천시 오정구 고강동 소재 <구생약국>에 취직해 1년 후 <구생약국> 대표약사가 된다. 이후 오정구에서 지역생활정치와 생활보건운동에 전념해 1988년 '폐건전지 수거운동'의 일환으로 비타민C 나눠주기 운동을 해 화제가 되었다.
1992년에는 <건강사회를 위한 약사회> 정책 기획단장으로 의료체계개편을 당시 대토령 후보들에게 제안하고, 1998년에는 김대중 정부가 의약분업을 받아들여 오늘의 '의약분업'의 기준이 된다. 1995년 부천시의원이 된 후 3선의 시의원으로 활동하고 이후 2014년 9대 경기도의원이 된다. 전대한약사회 정책기획단장, 더불어민주당 오정구운영위원장, 더불어민주당 중앙위원, 더불어민주당 중앙당후대 원회 오정지회장, 부천시 약사회장을 지냈다. 그리고 17·18·19·20대 원혜영 국회의원후보 선거본부장과 문재인 대통령후보 중앙선대위원으로 활약했으며 넥스트 대한민국 특별위원회 부위원장을 역임했다.
21대 총선을 앞두고 부천시 정 선거구에 더불어민주당 예비후보로 출마했으며 경선에서 김만수를 제치고 국회의원 선거에 나서게 되었다. 이후 열린 21대 총선에서 56.74%의 득표율로 미래통합당의 안병도 후보를 꺾고 국회의원에 당선되었다. 2024년 제22대 총선에서 부천시 갑에 출마, 재선되었다.

## 전과
- 폭력행위등처벌에관한법률위반, 집회및시위에관한법률위반: 징역 10월, 집행유예 2년 - 1986년 7월 22일 선고[3]
- 식품위생법위반: 벌금 1,000,000원 - 2004년 1월 5일 선고[3]
- 업무상횡령: 벌금 2,000,000원 - 2009년 7월 24일 선고[3]
- 도로교통법위반(음주운전): 벌금 1,000,000원 - 2015년 3월 13일 선고[3]

## 학력
- 옥룡국민학교 졸업
- 광양옥룡중학교 졸업
- 순천금당고등학교 졸업
- 성균관대학교 약학대학 학사
- 가톨릭대학교 행정대학원 행정학 석사

## 경력
- 1998년~: 구생약국 대표약사
- 1988년: 건강사회를 위한 약사회 중앙위원
- 1995년 7월~1998년 6월: 제2대 경기 부천시의회 의원(민선 1기, 경기 부천시 고강본동 선거구, 무소속, 초선)
- 1998년 7월~2002년 6월: 제3대 경기 부천시의회 의원(민선 2기, 경기 부천시 고강본동 선거구, 무소속, 재선)
  - 1998. 7.~2000. 6. 제3대 경기 부천시의회 전반기 행정복지위원회 위원장
- 2002년 7월~2006년 6월: 제4대 경기 부천시의회 의원(민선 3기, 경기 부천시 고강본동 선거구, 무소속, 3선)
- 2005년~2007년: 제4대 부천육영재단 이사장
- 2007년~2010년: 제21대 부천시약사회 회장
- 2010년 8월: 부천실내경마장폐쇄를위한추진위원회 위원장
- 2011년 11월~2014년 6월: 제1대 재부천광양향우회 회장
- 2011년 8월: 베르네천 살리기 운동본부 자문위원장
- 2011년 11월~2014년 6월: 부천시장애인체육회 수석부회장
- 2012년 1월~2014년 6월: 부천시농구협회 회장
- 2014년 7월~2018년 6월: 제9대 경기도의회 의원 (민선 6기, 경기 부천시 제7선거구, 새정치민주연합→더불어민주당, 초선)
- 2016년: 더불어민주당 경기도당 부천시 오정구 지역위원회 위원장
- 2017년: 제19대 대통령 선거 더불어민주당 문재인 대통령 후보 중앙선거대책위원회 넥스트대한민국 특별위원회 부위원장
- 2019년: 대한약사회 정책기획단장
- 2019년: 부천시호남향우회 총연합회 상임부회장
- 2019년: 더불어민주당 중앙위원
- 2020년 4월 15일 대한민국 제21대 국회의원 선거 당선(경기 부천시 정, 더불어민주당, 초선)
- 2020년 5월~2024년 5월: 더불어민주당 경기도당 부천시 정 지역위원회 위원장
- 2020년 9월~2022년 9월: 더불어민주당 보건의료특별위원회 위원장
- 2022년 9월~: 더불어민주당 경기도당 수석부위원장
- 2022년 10월~2024년 8월: 더불어민주당 정책위원회 상임부의장
- 2024년 4월 10일 대한민국 제21대 국회의원 선거 당선(경기 부천시 갑, 더불어민주당, 재선)
- 2024년 5월~: 더불어민주당 경기도당 부천시 갑 지역위원회 위원장
- 2025년 2월~: 더불어민주당 사회복지특별위원회 위원장

### 의정 활동
- 2020년 5월 30일~2024년 5월 29일: 제21대 국회의원(경기 부천시 정, 더불어민주당, 초선)
  - 2020년 6월~2022년 5월: 제21대 국회 전반기 보건복지위원회 위원
  - 2020년 6월~2021년 5월: 제21대 국회 전반기 예산결산특별위원회 위원
  - 2022년 7월~2024년 5월: 제21대 국회 후반기 보건복지위원회 위원
- 2024년 5월 30일~: 제22대 국회의원(경기 부천시 갑, 더불어민주당, 재선)
  - 2024년 6월~: 제22대 국회 전반기 보건복지위원회 위원
  - 2024년 6월~2025년 6월: 제22대 국회 전반기 예산결산특별위원회 위원

### 수상내역
- 1992년 환경처 장관상
- 2018년 제44회 대한약사회 약사 금탑상

## 가족 관계
- 서대석(형, 전 민선 7기 광주광역시 서구청장)

## 역대 선거 결과
|  | 36.84% |

|  | 50.13% |

|  | 62.25% |

|  | 35.10% |

|  | 55.79% |

|  | 56.74% |

|  | 61.13% |

## 소속 정당
| 소속 정당 | 소속 정당      | 소속 기간 | 비고      |
| --------- | -------------- | --------- | --------- |
|           | 무소속         | 1995~2006 | 정계 입문 |
|           | 열린우리당     | 2006~2007 | 입당      |
|           | 대통합민주신당 | 2007~2008 | 합당      |
|           | 통합민주당     | 2008      | 합당      |
|           | 민주당         | 2008~2011 | 당명 변경 |
|           | 민주통합당     | 2011~2013 | 합당      |
|           | 민주당         | 2013~2014 | 당명 변경 |
|           | 새정치민주연합 | 2014~2015 | 합당      |
|           | 더불어민주당   | 2015~현재 | 당명 변경 |

## 같이 보기
- 부천시 갑
- 부천시 정
- 부천시의 국회의원
- 부천시 오정구의 국회의원
- 부천시 원미구의 국회의원